# Културен център „Стара Загора“
Културният център „Стара Загора“ е многофункционална зала в сградата на Областната администрация в Стара Загора.
Намира се на адрес: Стара Загора, бул. „Цар Симеон Велики“ №108

## История
Концертната зала е част от архитектурния ансамбъл на бившия Синдикален дом, построен в края през 1979, състоящ се от ниско двуетажно тяло със сутерен и високо 15-етажно тяло, в което понастоящем се помещава Областна администрация. Фасадите на ниското тяло се състоят от плътни ленти, облицовани с мраморни плочи и остъкляване с пластмасова дограма.
През годините интериорът на сградата е силно амортизиран и морално остарял.

### Преустройство
След реконструкцията на залата, завършила на 26.09.2019 г., тя е превърната в многофункционален културен център с 521 места, с добра акустика и условия за изпълнителите за провеждането на различни мероприятия, включително амфитеатрална телескопична трибуна с 214 места. Извършени са реконструкция, модернизация, интериор и обзавеждане на концертна зала. Използвана е окачена фасада с перфорирана ламарина от пана по дизайн.
Инвеститор е Община Стара Загора. Конструктор е инж. Владимир Цветанов, а изпълнител – ДЗЗД „АЙ ЕМ СТАРА ЗАГОРА“.
Квадратура:
- ЗП=1111,02кв.м
- 2.Етаж=882,47кв.м
- 3.Етаж=108 кв.м
- Разгъната застроена площ=2101,49 кв.м

В края на 2019 г. Културният център „Стара Загора“ е номиниран за „Сграда на годината“.